# Steenkoolmijn van Zolder
De Steenkoolmijn van Zolder, oorspronkelijk eigendom van de S.A. Charbonnages de Helchteren Zolder en gelegen in het Kempens steenkoolbekken, was de laatste productieve Belgische steenkoolmijn (tot 1992). Deze Kempense mijnzetel heeft vanaf 1930 steenkool geproduceerd, hoofdzakelijk vette steenkool die vooral geschikt was voor gebruik in de zware industrie en die vooral werd afgenomen door de Belgische staalproductie in Luik en de Borinage.

## Geschiedenis

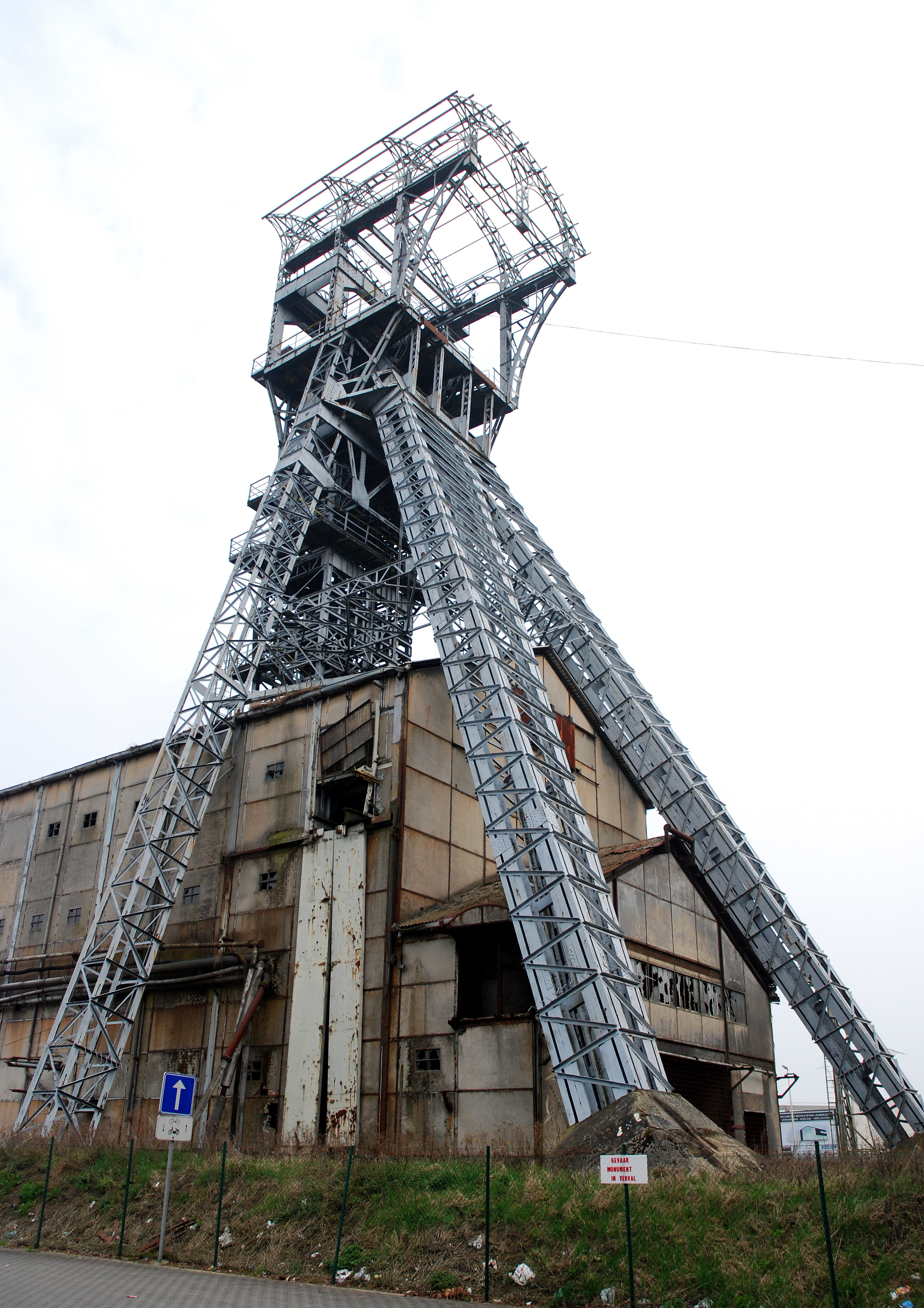
Bewaarde Schachtbok 2 met Ontvangstgebouw

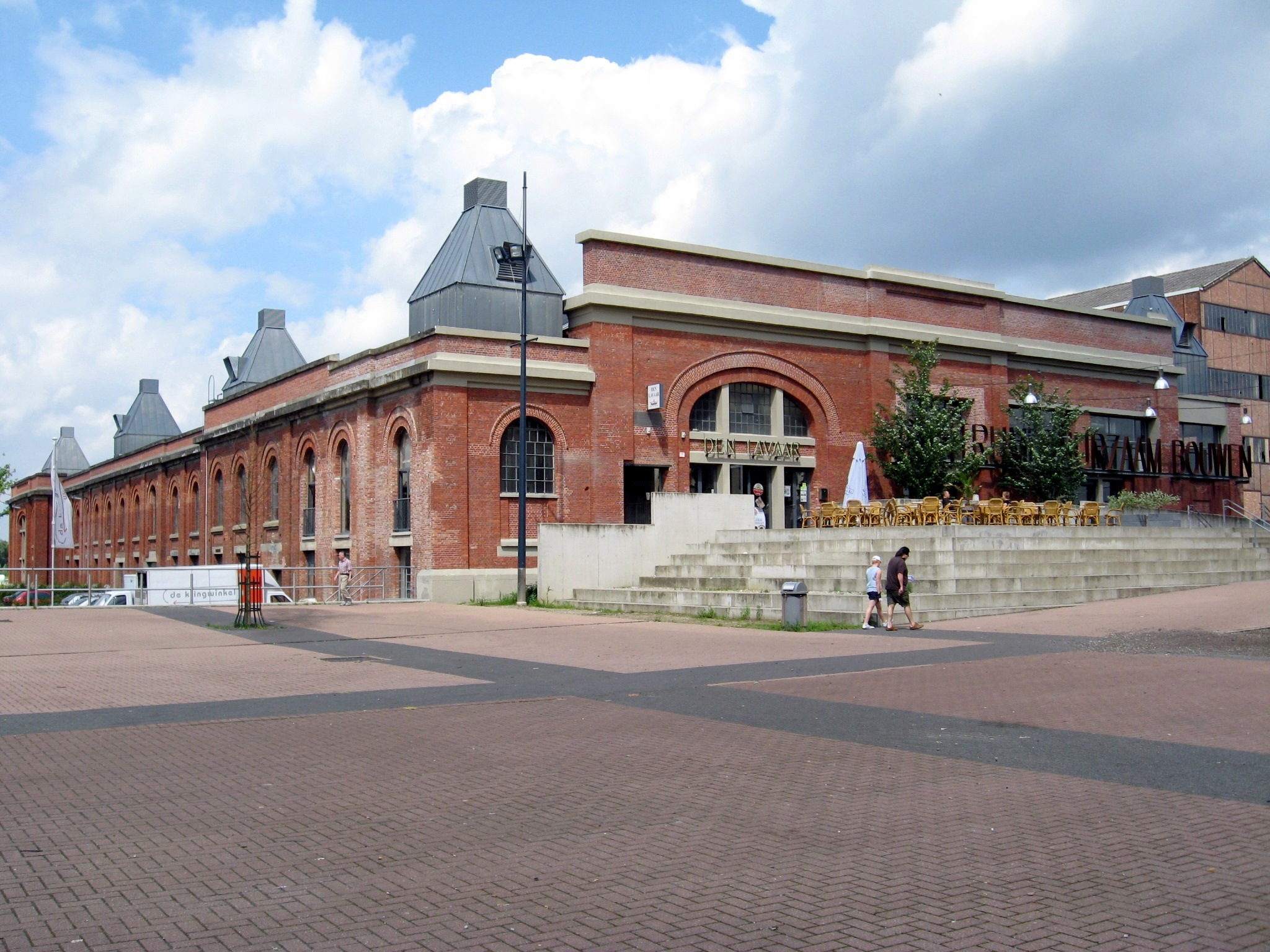
Voormalige badzaal van de steenkoolmijn Zolder

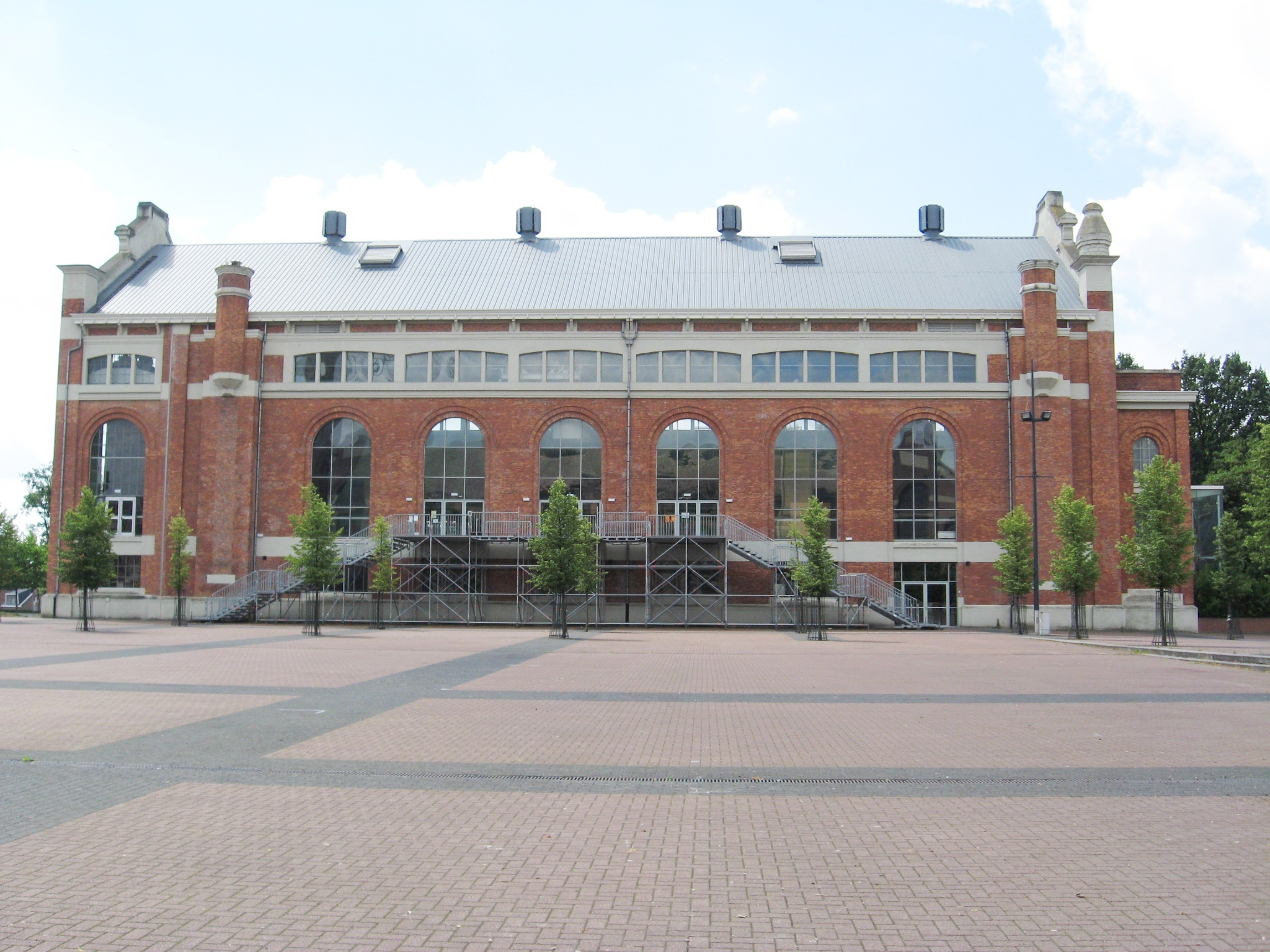
Voormalige elektriciteitscentrale van de steenkoolmijn Zolder (1924)

André Dumont ontdekte in 1901 steenkool in de toen economisch sterk achtergebleven provincie Limburg.

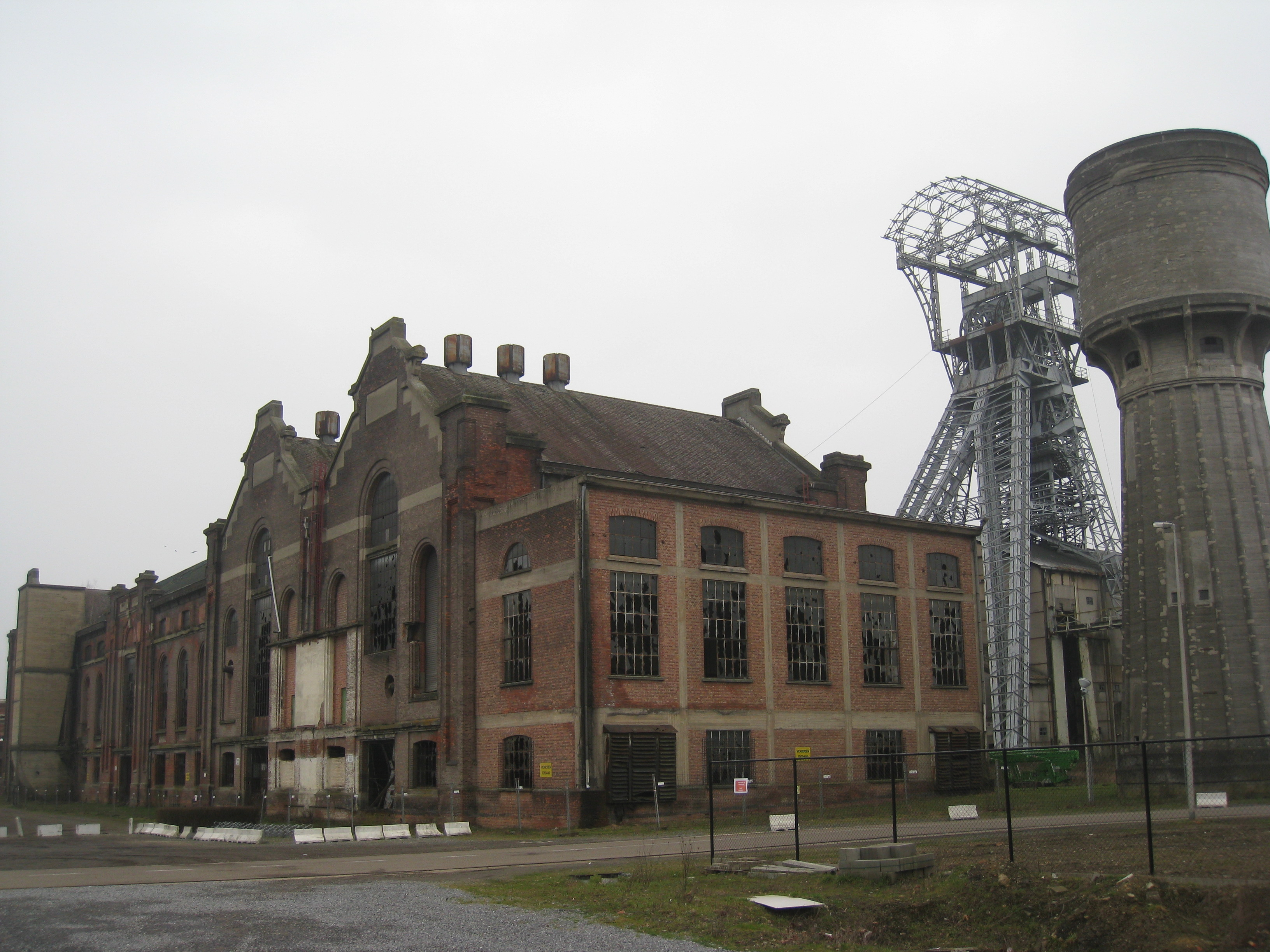
Ophaalmachinegebouw met watertoren en schachtbok achteraan (toestand maart 2012)

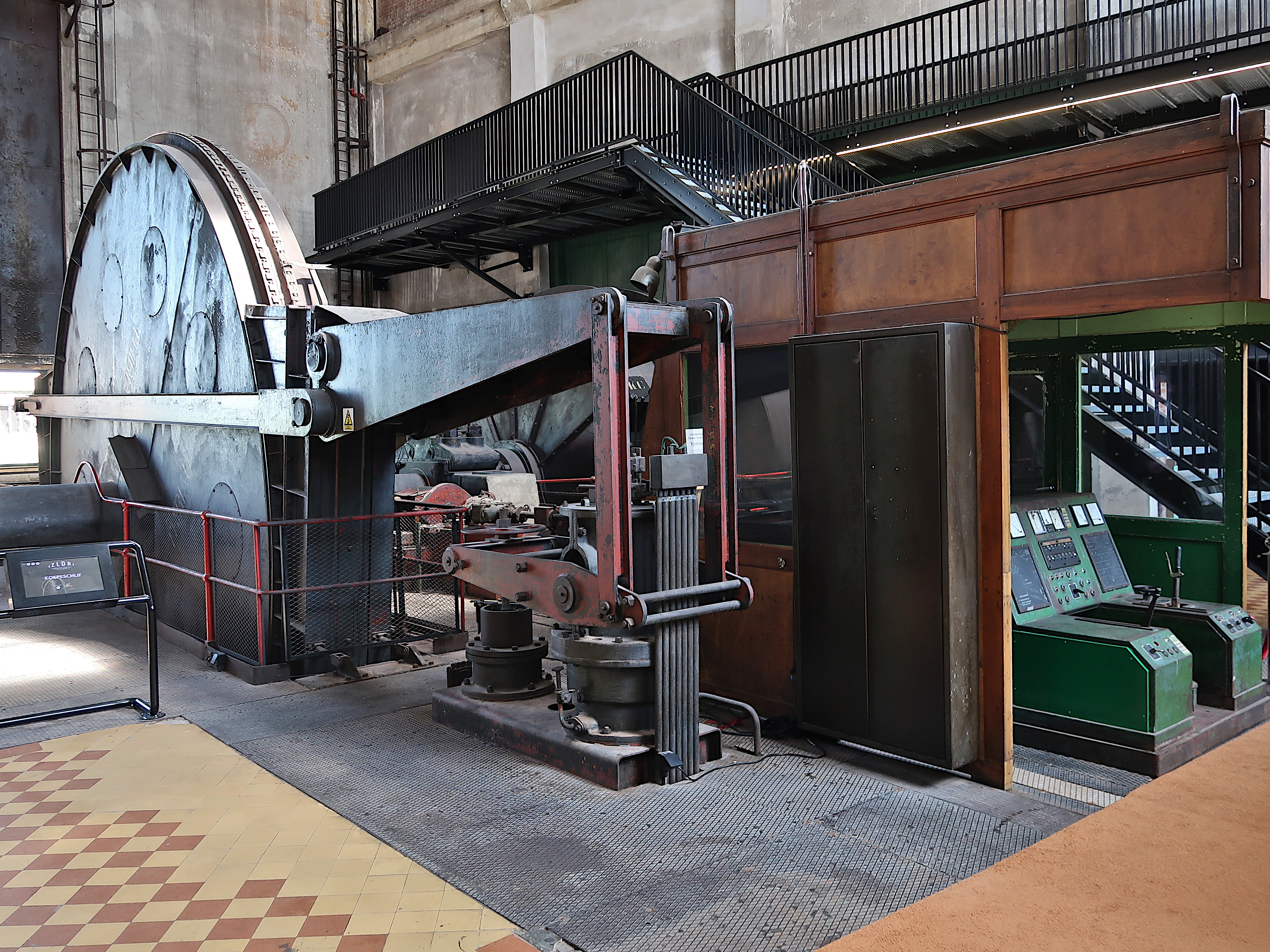
Ophaalmachine met stuurcabine

De concessies Zolder en Helchteren die hier werden verleend op 25 oktober 1906, waren de grootste van dit steenkoolbekken met 70,06 km². De aandeelhouders waren rijke Belgische industriëlen die de uitbatingsmaatschappij Société anonyme Charbonnages d'Helchteren et Zolder oprichtten.
Pas in 1930 werd de eerste steenkool boven gehaald. Dat de voorbereidende werken 23 jaar duurden vooraleer de exploitatie kon beginnen, had te maken met veel oponthoud en tegenslagen. Voor het maken van de schachten koos men aanvankelijk niet voor de bevriezingsmethode die in de andere Kempische mijnen gebruikt werd. Men startte met een integrale boormethode maar men is, met een vertraging, naar de bevriezingsmethode moeten overgaan. Tijdens de Eerste Wereldoorlog namen de Duitsers een aantal machines, de bevriezingsinstallatie en bijna 1700 ton gietijzeren bekuipingselementen in beslag waardoor alles stil lag. In 1921 brak een deel van de vrieswand van schacht I en liep de schacht onder water. In 1922 gebeurde hetzelfde met schacht II. In mei 1925 was er weer een waterdoorbraak. In juni 1925 vernielde een brand de houten afdiepingstorens en de in aanbouw zijnde stalen schachtbokken. In 1927 kwam schacht II weer onder water door een breuk in de wand.
In 1913 had de directie al plannen voor het bouwen van een grootschalige tuinwijk Cité Berkenbos met meer dan duizend woningen en sociale voorzieningen. Vanaf 1913 werden de eerste huizen gebouwd voor personeel betrokken bij de installatie van de mijn. Het volledige plan werd niet gerealiseerd doordat de lange aanloop naar de exploitatie van de mijn veel financiële opslorpte en door gestegen kostprijzen. Tussen 1913 en 1958 werden in verschillende bouwfasen een 700-tal woningen gebouwd in verschillende wijken in de nabij de mijn gelegen gehuchten Berkenbos en Lindeman.
Van in het begin werkten er naast vele Belgen ook migranten afkomstig uit Centraal- en Zuid-Europa; na de Mijnramp van Marcinelle in 1956 kwamen er Turken en Marokkanen.
In 1964 fuseerde de steenkoolmijn van Houthalen met Zolder na tussenkomst van de Société Générale, eigenaar van beide vestigingen. Het begin van het einde voor de steenkoolproductie in België viel in de jaren vijftig van de twintigste eeuw door de steeds moordender concurrentie van goedkopere steenkool van overzee en van aardolie en kernenergie. De eerste Limburgse mijn die sloot was de steenkoolmijn van Zwartberg in 1966, Zolder ging als laatste dicht op 30 september 1992.

## Een nieuwe toekomst voor de oude mijngebouwen
Op het oude mijnterrein en in vroegere burelen zijn nu nieuwe bedrijven gekomen, dit noemt men reconversie of omschakeling. 

In de voormalige badzaal of lavoir is nu een restaurant en feestzalen. 

Het Ophaalmachinegbouw werden gerestaureerd. In de centrale compressorenzaal kwam ZLDR Luchtfabriek. Dat is een bezoekerscentrum over het mijnverleden met feestmogelijkheden tussen enorme compressoren. Aan de achterkant werd het CVO De Verdieping geïntegreerd. Opzij werd Cultuurcentrum Muze ingewerkt.

Zoals vroeger is er nog steeds iedere 2de en 4de woensdag, de vroegere betaaldagen van de mijnwerkers, een 'multiculturele' markt op het nieuw aangelegde plein, in de volksmond ook wel de Turkenmarkt genoemd.

## Technische gegevens van de mijn

### Algemeen
De steenkolenmijn van Zolder had drie productieverdiepingen: op 720, 800 en op 900 meter. Deze laatste verdieping werd bereikt via hellende galerijen. Er waren twee schachten: schacht I was de lucht- en materiaalschacht: hij had een diameter van 5,10 meter en was 825 meter diep. Schacht II was de productieschacht , hij was 850 meter diep, had een diameter van 6 meter, en bevatte vier liftkooien. In 1957 werden hier skips (grote metalen bakken in plaats van liftkooien met verdiepingen) geïnstalleerd, zodat de wagentjes met steenkool niet telkens naar boven moesten om te worden uitgekipt en daarna terug naar beneden. Voortaan kon er 1200 ton per uur worden bovengehaald, dit was bijna een verdubbeling.

### De elektriciteitscentrale
De elektriciteitscentrale in eclectische stijl van architect Dewandre werd in 1925 gebouwd. Dit gebouw aan de straatkant van het mijnterrein was het hart van de mijnsite. Samen met de turbines, de koeltoren en het onderstation leverde ze de nodige energie om alles draaiende te houden.
In 1997 werd er een nieuwe bestemming gevonden toen het Europees Centrum voor Renovatietechnieken (ECR) hier zijn opleidingscentrum en kantoorruimten onderbracht. De grondige restauratie van het gebouw voegde aan de buitenkant enkel de glazen inkomhal toe. De controlekamer die in 1955 werd geïnstalleerd bleef bewaard, samen met de meettoestellen en beveiligingsrelais op de loopbrug, de rolbruggen en metalen trappen, en de vier ventilatietorens.

### De mijnterril
De mijnterril met steenafval van de mijnactiviteit, ligt ten noorden van de mijn en is ongeveer 155 m hoog en verheft zich 80 m boven de omgeving. De terril bevat veel leisteen, een materiaal dat rijk is aan mineralen. Die leveren een voedingsbodem voor specifieke plantengroei.
De terril maakt deel uit van het natuurreservaat Vallei van de Helderbeek dat op zijn beurt deel is van de Vallei van de Zwarte Beek. Hij is gelegen op de westrand van het Kempens Plateau. De begrazing door schapen zorgt ervoor dat de heide stand houdt. De terril is ook belangrijk voor vogels zoals de nachtzwaluw en de boomleeuwerik die hier broeden.

### Transport
De steenkool werd vooral naar Luik of naar Antwerpen vervoerd via het Albertkanaal. Daarvoor had de mijn een spoorverbinding naar de kolenhaven van Lummen ("de Lossing") langs het Albertkanaal. Vandaag de dag zijn de sporen weg en ligt er fietssnelweg F752. De spoorweg is bekend als "het Routeke".

### Tewerkstelling en productie
In 1964 bereikte men de maximale tewerkstelling (9379 mijnwerkers, een record door de fusie met Houthalen). In 1955 haalde men 1,6 miljoen ton steenkool boven, een record voor deze mijn; na de fusie was 1967 het topjaar met 2.377.000 ton. De totale productie bedroeg 87.911.000 ton waarvan 13 miljoen ton uit de concessie Houthalen.

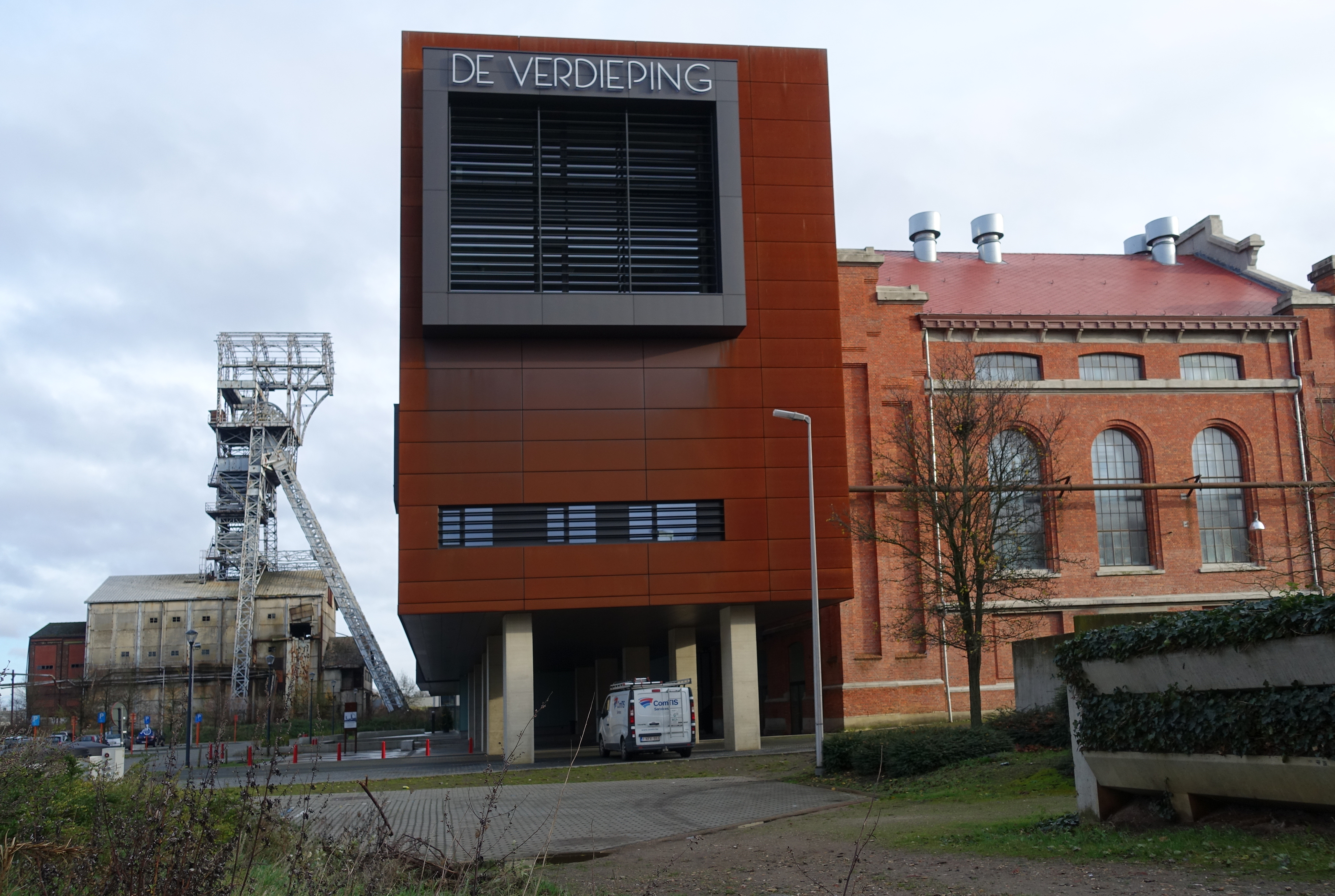
CVO De Verdieping in het Ophaalgebouw
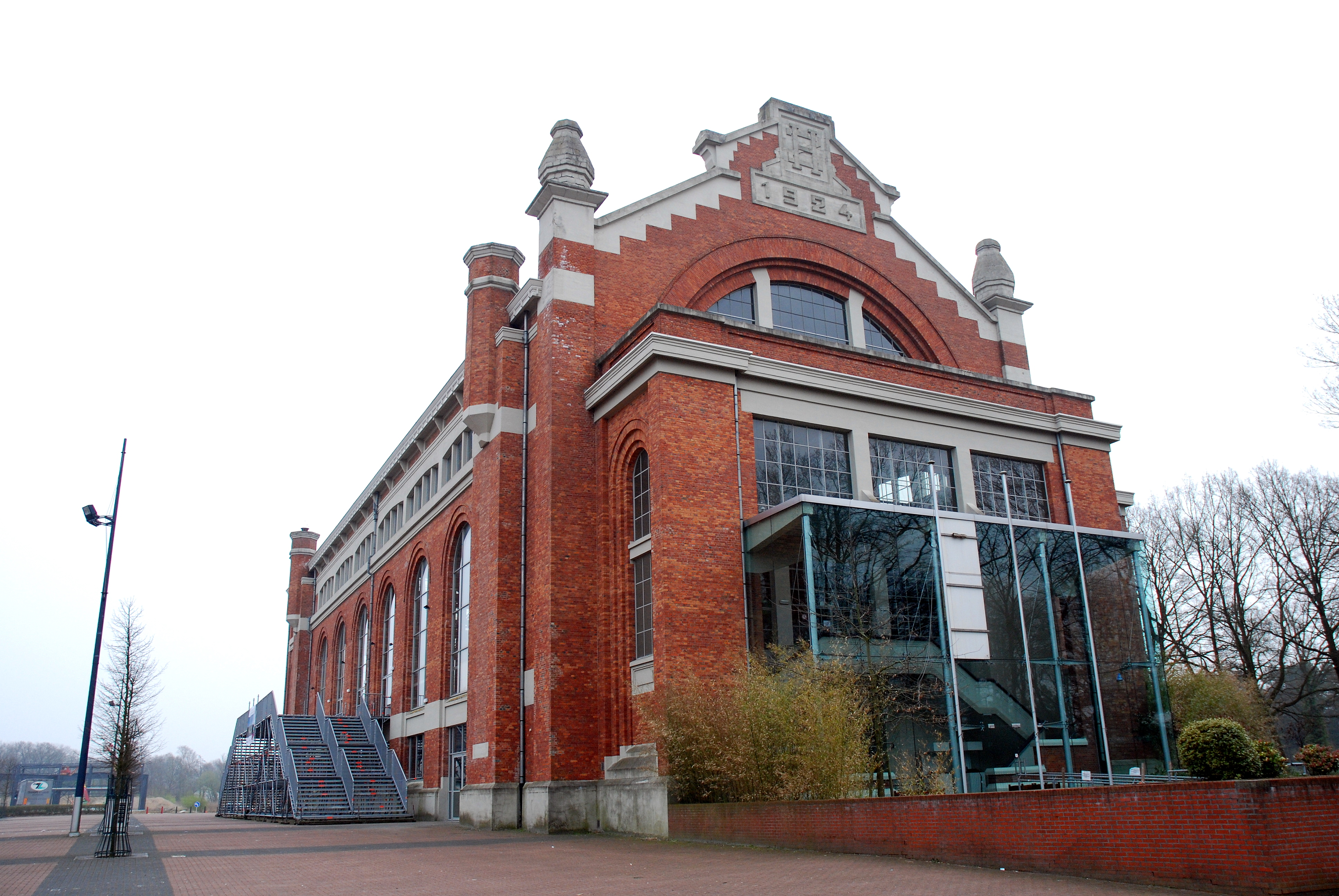
De elektriciteitscentrale
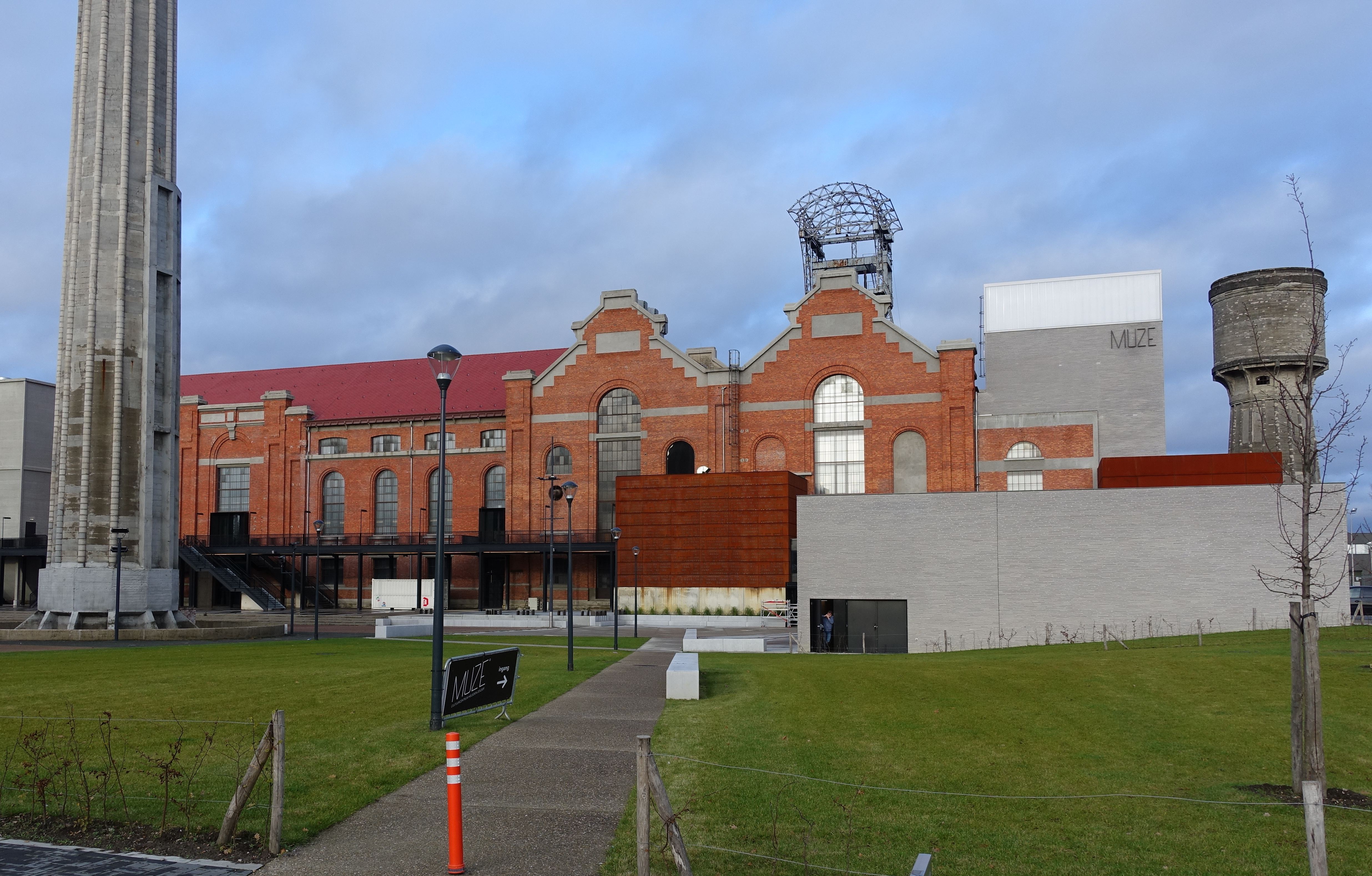
Cultuurcentrum Muze op de mijnsite
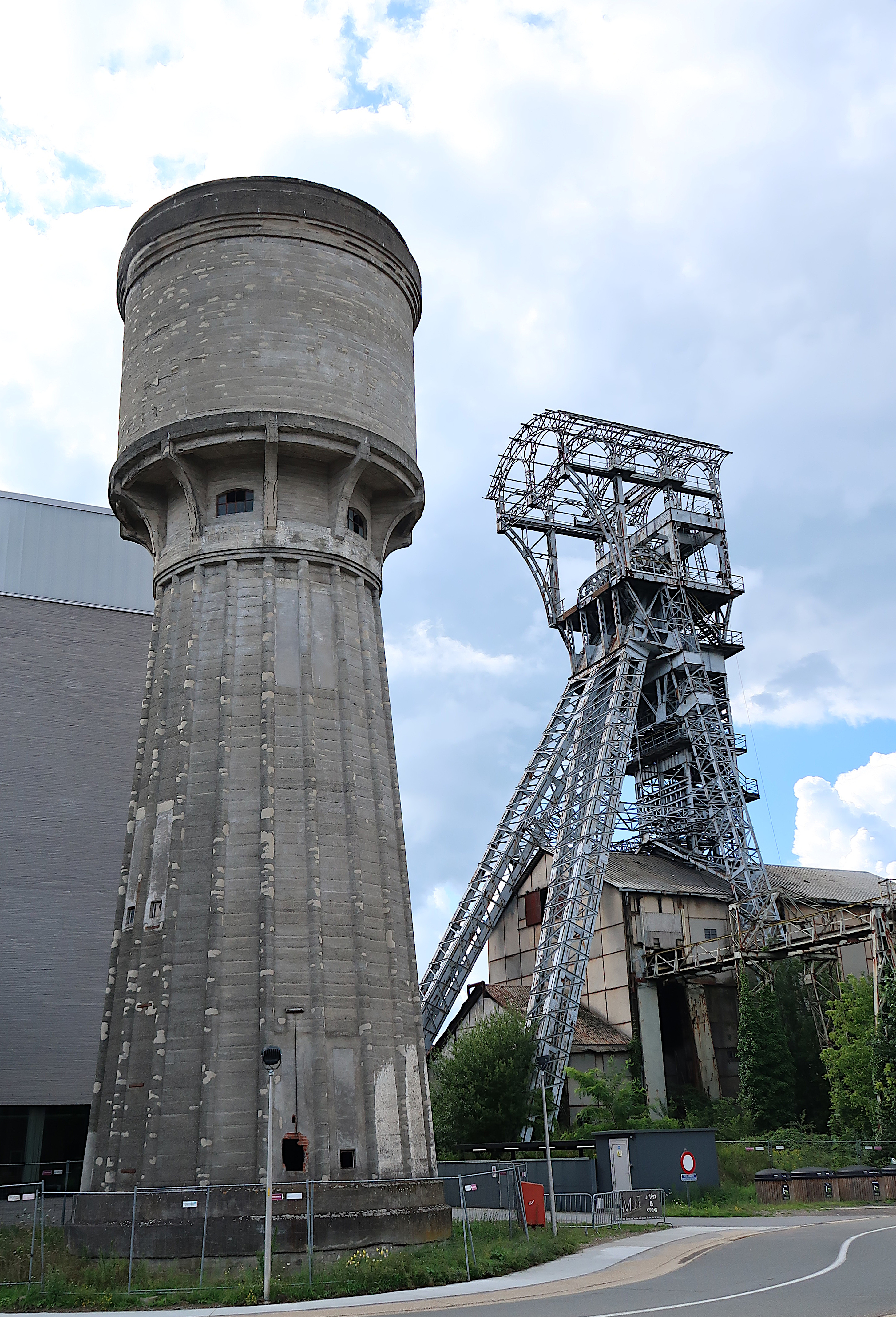
Schachtbok en watertoren
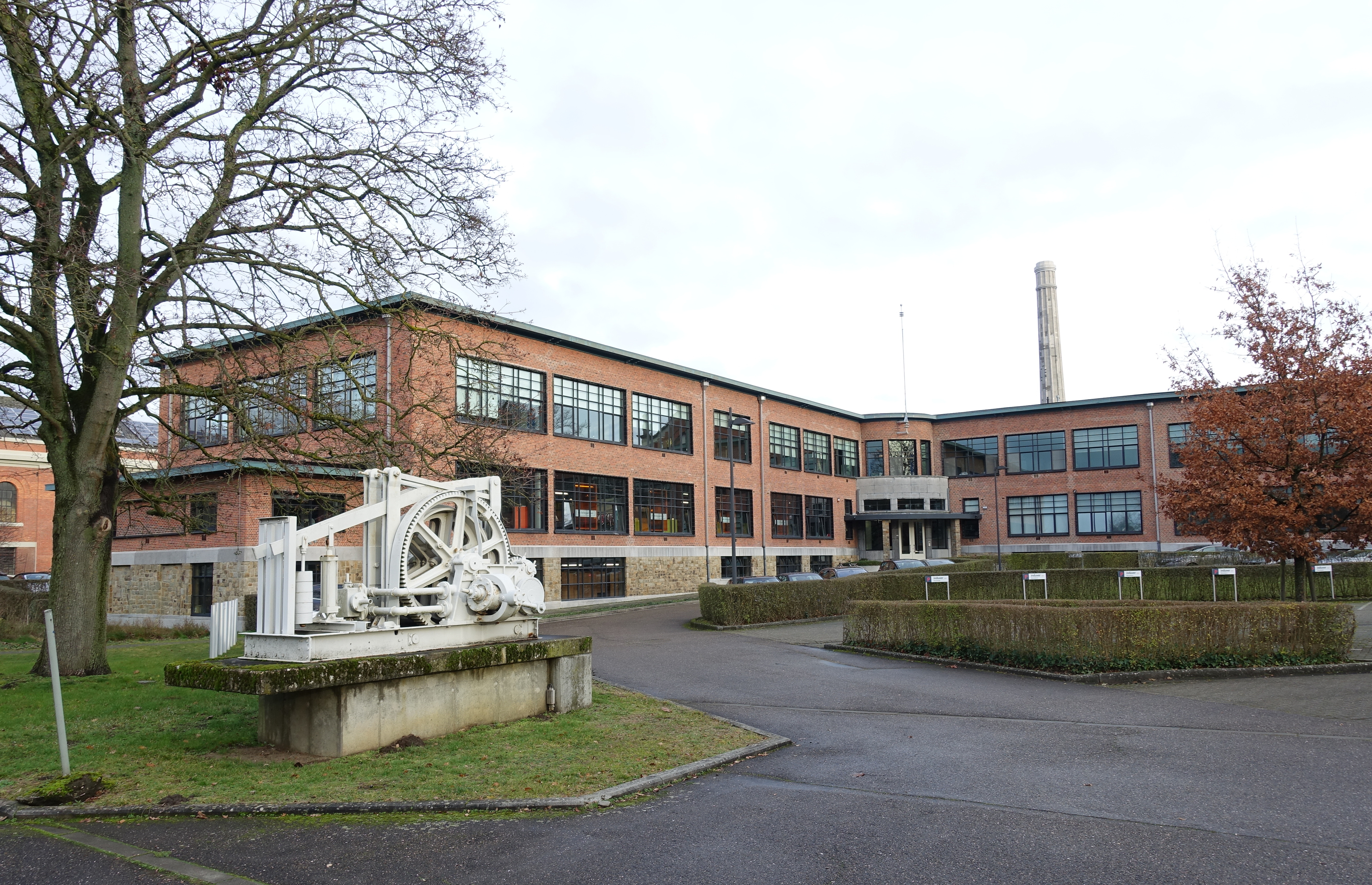
Hoofdgebouw (burelen)
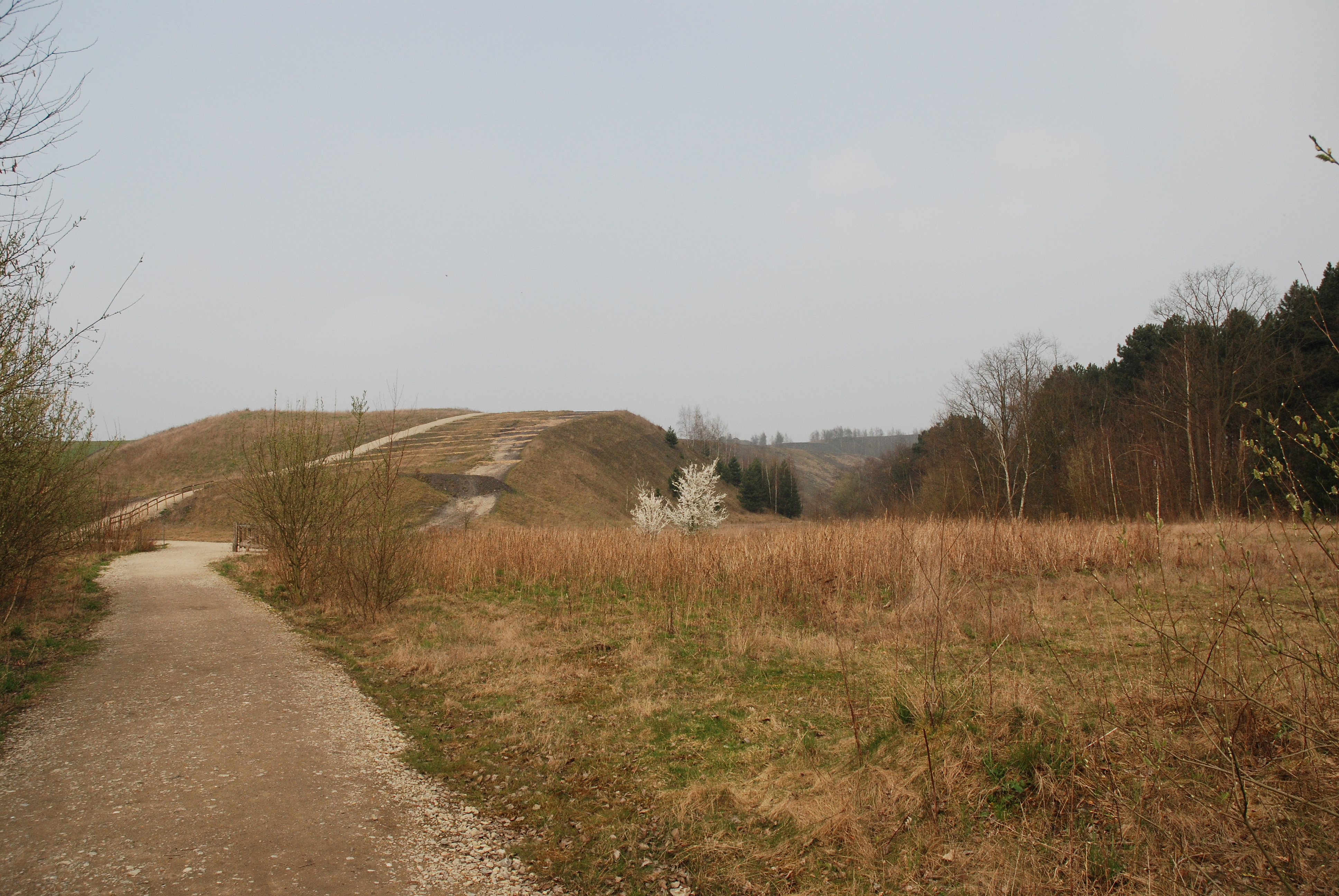
De mijnterril
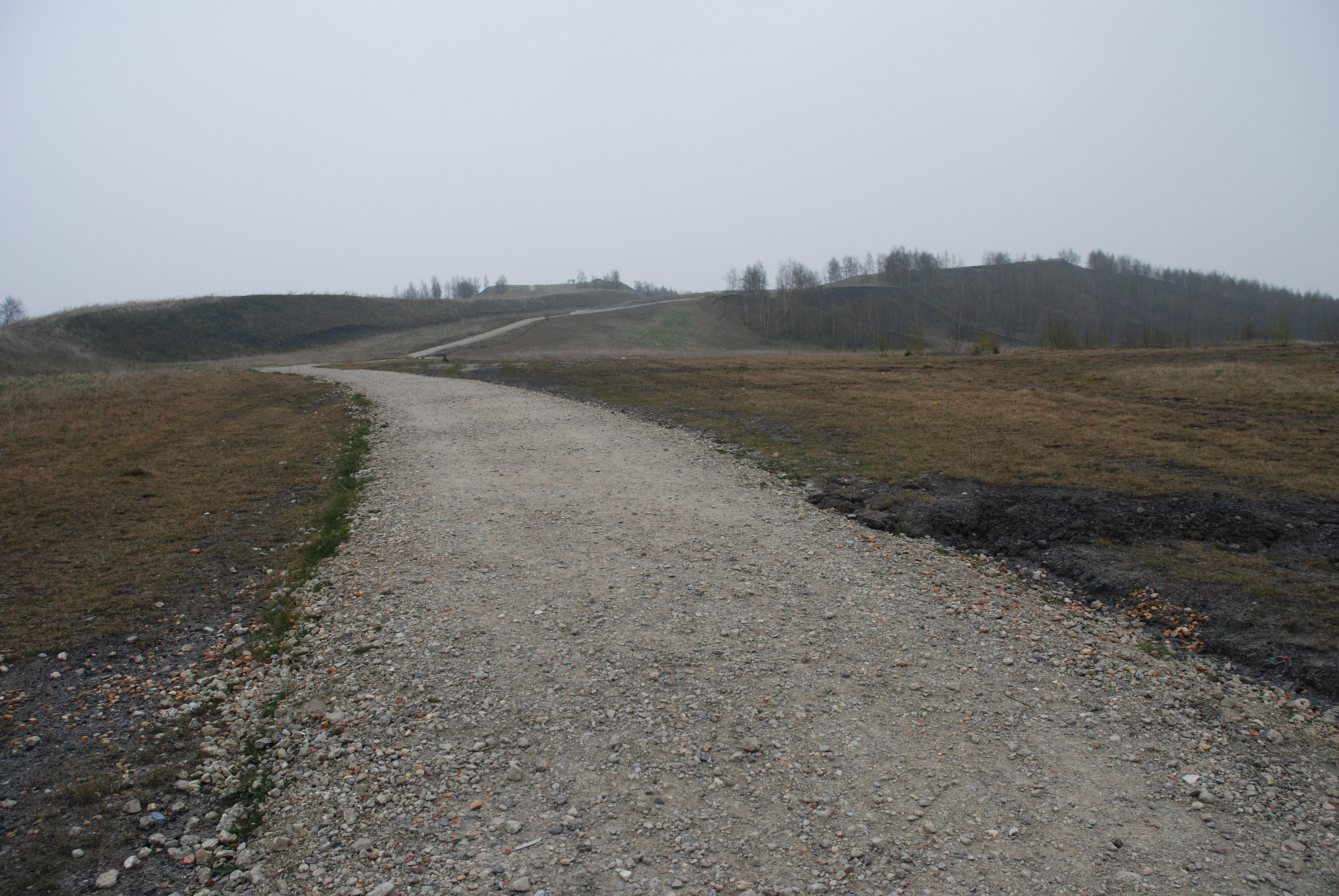
Bijna boven